# Шушкодом (посёлок при станции)
Шушкодом — железнодорожная станция в Буйском районе Костромской области. Входит в состав Центрального сельского поселения.

## География
Находится в западной части Костромской области на расстоянии приблизительно 21 км на северо-запад по прямой от районного центра города Буй у железнодорожной линии Вологода-Буй, прилегая с юга к одноименному селу.

## История
В 1907 году здесь было учтено 3 двора.

## Население
Постоянное население составляло 36 человек (1897—1907 года), 76 в 2002 году (русские 100 %), 56 в 2022.